# Typocerus
Typocerus is een kevergeslacht uit de familie van de boktorren (Cerambycidae). De wetenschappelijke naam van het geslacht werd voor het eerst geldig gepubliceerd in 1850 door LeConte.

## Soorten
Typocerus omvat de volgende soorten:
- Typocerus acuticauda Casey, 1913
- Typocerus badius (Newman, 1841)
- Typocerus balteatus Horn, 1878
- Typocerus confluens Casey, 1913
- Typocerus deceptus Knull, 1929
- Typocerus fulvocinctus Knull, 1956
- Typocerus gloriosus Hopping, 1922
- Typocerus lugubris (Say, 1824)
- Typocerus lunulatus (Swederus, 1787)
- Typocerus octonotatus (Haldeman, 1847)
- Typocerus serraticornis Linsley & Chemsak, 1976
- Typocerus sinuatus (Newman, 1841)
- Typocerus sparsus LeConte, 1878
- Typocerus velutinus (Olivier, 1795)
- Typocerus zebra (Olivier, 1795)